# Dracophyllum milliganii
Dracophyllum milliganii är en ljungväxtart som beskrevs av William Jackson Hooker. Dracophyllum milliganii ingår i släktet Dracophyllum och familjen ljungväxter. Inga underarter finns listade i Catalogue of Life.